# Anna Kerling
Anna Elisabeth Kerling (Den Haag, 19 maart 1862 – aldaar, 22 maart 1955) was een Nederlandse schilder, aquarellist, tekenaar en etser.

## Leven en werk
Kerling was een dochter van de behanger Johannes Hermanus Kerling en Elske Collignon. Ze leerde schilderen van Otto Eerelman en bezocht vervolgens de damesklas aan de Academie van Beeldende Kunsten in Den Haag. Later kreeg ze nog les van Suze Robertson. Kerling gaf zelf ook teken- en schilderles. Ze maakte onder meer landschappen, portretten, stadsgezichten en (bloem)stillevens.
De schilderes was lid van Arti et Amicitiae, de Haagse schilderessenvereniging ODIS (waarvan ze vijf jaar voorzitter was) en de Pulchri Studio. Ze nam deel aan verenigingstentoonstellingen, maar ook aan onder meer de Nationale Tentoonstelling van Vrouwenarbeid 1898, tentoonstellingen van Levende Meesters en de tentoonstelling De Vrouw 1813-1913. Op de Wereldtentoonstelling van 1900 in Parijs wonnen Kerling, Anna Abrahams, Marie Bilders-van Bosse, Aletta Ruijsch en Georgine Schwartze een eervolle vermelding.  Op de Panama-Pacific International Exposition in San Francisco won Kerling de bronzen medaille.
Ter gelegenheid van haar 70e verjaardag organiseerde ODIS een eretentoonstelling. Het Nederlands Kunstverbond kocht daar een van haar werken en schonk het aan het Haags Gemeentemuseum. Kerling overleed een aantal dagen na haar 93e verjaardag en werd begraven op Oud Eik en Duinen.